# Asthenodipsas ingeri
Asthenodipsas ingeri — вид неотруйної змії родини Pareatidae. Описаний у 2021 році.

## Назва
Вид названо на честь американського герпетолога Роберта Інгера (1920—2019), за його велику роботу над рептиліями та земноводними Борнео та його загальний внесок у сферу герпетології по всій Азії протягом майже 80 років.

## Поширення
Вид поширений на півночі Калімантану у малайському штаті Сабах. Виявлений на схилах гори Кінабалу.

## Опис
Змія завдовжки до 71,5 см. Спинна поверхня сіро-коричнева з візерунком з численних рядів ромбоподібних лусок. Горло і черевні відділи від білого до кремового кольору з дуже дрібними цятками.